# کلیف میلی
کلیف میلی (انگلیسی: Cliff Meely; ۱۰ ژوئیهٔ ۱۹۴۷ – ۲۹ مهٔ ۲۰۱۳) بازیکن بسکتبال اهل ایالات متحده آمریکا بود. از باشگاه‌هایی که در آن بازی کرده‌است می‌توان به لس آنجلس لیکرز و هیوستون راکتس اشاره کرد.